# Sarcophaga ruficoxa
Sarcophaga ruficoxa är en tvåvingeart som först beskrevs av Corti 1895.  Sarcophaga ruficoxa ingår i släktet Sarcophaga och familjen köttflugor.
Artens utbredningsområde är Etiopien. Inga underarter finns listade i Catalogue of Life.